# أبيجار (مدينة)
مدينة أبيجار {بالإنجليزية:Abejar} هي أحد مدن مقاطعة سوريا الأسبانية, وأحد مدن الحكم الذاتي في منطقة قشتالة وليون.